# Département de Concepción (Corrientes)
Pour les articles homonymes, voir Département de Concepción.
Le département de Concepción est une des 25 subdivisions de la province de Corrientes, en Argentine. Son chef-lieu est la ville de Concepción.
Le département a une superficie de 5 008 km2. Sa population s'élevait en 2001 à 18 411 habitants.

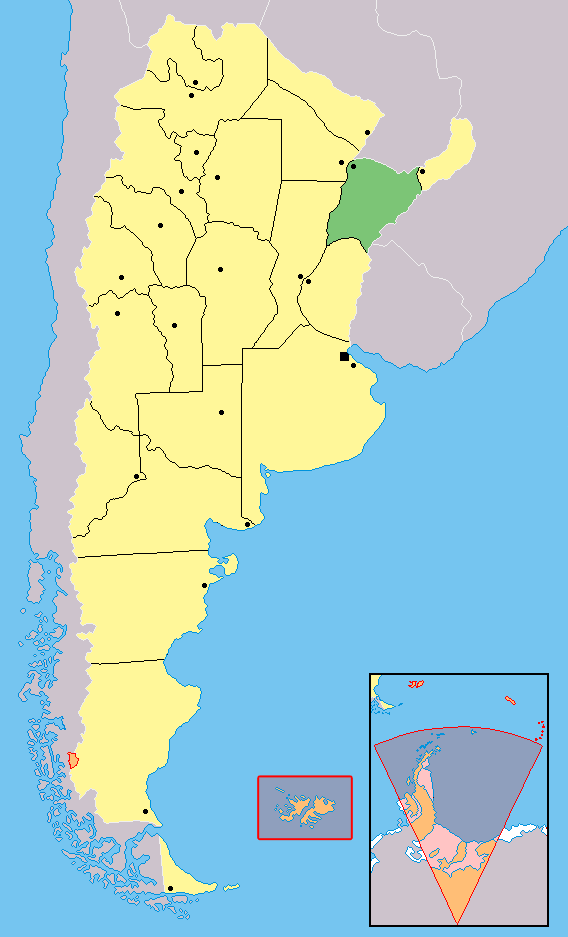
Localisation de la province de Corrientes en Argentine.